# Nichels
 Nichels  va ser una empresa de construcció de cotxes de competició als Estats Units d'Amèrica, creada per Ray R. Nichels. Nichels va competir al campionat del món de la Fórmula 1 a 2 temporades, les dels anys 1950 i 1954. Va disputar només la cursa del Gran Premi d'Indianapolis 500, no competint a cap més prova del campionat del món de la F1.

## Resultats a la F1
| Temporada | Pilot          | Classificació | Punts | Retirada | Resultats |
| --------- | -------------- | ------------- | ----- | -------- | --------- |
| 1950      | Paul Russo     | 9             |       |          | Resultats |
| 1954      | Johnny Thomson | Ret           |       | Retirat  | Resultats |